# Forges-sur-Meuse
Forges-sur-Meuse é uma comuna francesa na região administrativa de Grande Leste, no departamento de Meuse. Estende-se por uma área de 15,97 km². Em 2010 a comuna tinha 125 habitantes (densidade: 7,8 hab./km²).